# Kalendarium Baszowic
Baszowice – wieś 2 km na NW od Nowej Słupi, 2 km na N od klasztoru świętokrzyskiego.
Położone w roku 1351 w ziemi sandomierskiej, w roku 1442 w powiecie sandomierskim, w roku 1827 powiecie opatowskim.
W latach 1470-80 parafia Nowa Słupia (Długosz L.B. II 490), ale w roku 1571 i 1674 parafia Stara Słupia.
Prace archeologiczne prowadzone na terenie wsi potwierdziły istnienie na jej terenie osadnictwa z okresu wpływów rzymskich (III-V w. p.n.e.). Ogółem zarejestrowano w Baszowicach 110 stacji żużla, z czego zbadano 3 bardzo zniszczone stacje hutnicze, datowane na środkowy i późny okres wpływów rzymskich. Podobnych odkryć, na większą skalę, dokonano w sąsiednich Mirocicach
Własność klasztoru świętokrzyskiego co najmniej od 1351 roku tak jak Mirocice, Serwis.

## Nazwy patronimiczne Baszowic
1351 Bassouice, 1427 Boszowycze, 1442 Baschouice, 1470-80 Baschowycze, Baszowice, Basszowycze, 1504 Baschuvicze, Bąsszowycze, 1510 Basschovice, 1529 Baschowycze, Basschowycze, 1530-31 Baschowicze, 1532 Bashowÿcze, 1538 Bassowice, 1553n. Baszowice, [ale: 1569, 1610 Bassowicze, 1571, 1578 Baszowicze, 1577 Bassouicze, 1629 Baszouice, 1673-4 Basowice].

## Topografia, opisanie granic
W latach 1470-80 Baszowice graniczą z Bostowem (dziś Stary Bostów i Nowy Bostów), Bielowem, Nową Słupią, Zirzyną Wolą (obecnie Serwis) (Długosz L.B. III 233), 1610, 1780 graniczy z Nową Słupią.

## Kalendarium własności, przywileje i obciążenia ekonomiczne
Wieś od średniowiecza była własnością klasztoru świętokrzyskiego.
- 1351 - Kazimierz Wielki przenosi na prawo średzkie imiennie wymienione posiadłości klasztoru świętokrzyskiego, m.in. Baszowice, Mirocice i Wolę Pluskaną [obecnie Serwis][11]
- 1427 - opat Mikołaj przeznacza na utrzymanie konwentu między innymi Baszowice, Wolę koło młyna [obecnie Serwis] i Mirocice wraz z należącymi do nich czynszami, stawami, łąkami, młynem, poradlnym, sepem i dziesięciną[12]
- 1442 - Władysław Warneńczyk przenosi na prawo średzkie imiennie wymienione posiadłości klasztoru świętokrzyskiego, w tym Baszowice, Mirocice, Bielów i Wolę [obecnie Serwis][2][13]
- 1442 - Mikołaj z Taczowa podkomorzy sandomierski wydaje w Baszowicach dokument w sprawie rozgraniczenia Bielowa i Mirocic od części Bostowa[14]
- 1470–80 - własność klasztoru świętokrzyskiego, istniał folwark klasztorny, 7 łanów kmiecych, 3 zagrody, karczma z rolą. Kmiecie płacą po 16 groszy czynszu łącznie z poradlnym, dają po 30 jaj, 2 koguty oraz sep: po 1 mierze żyta i 2 miary owsa, pracują po 1 dniu tygodniu własnym wozem lub pługiem, zagrodnicy płacą po 2 grosze czynszu, pracują po 1 dniu tygodniowo pieszo, wszyscy odrabiają powabę wiosenną i zimową (Długosz L.B. III 232-3; II 490);
- 1504, 1506 - pobór z 2,5 łana i od 3 zagrodników[15]
- 1506 - pobór z 2,75 łana[16]
- 1510 - pobór z 3,75 łana[16]
- 1529 - pobór z 3,5 łana, karczmy i młyna o 1 kole[16]
- 1529 - wieś należy do stołu konwentu, daje 2/46 grz. czynszu (LR 350);
- 1530 - pobór z 2,5 łanów, od komornika Stanisława Sołtka i z karczmy[17]
- 1531-2 - pobór z 2,5 łanów i karczmy[18]
- 1538 - pobór z 2,5 łanów, od 1 komornika i z karczmy[19]
- 1553 - Zygmunt August przenosi na prawo niemieckie wyliczone dobra klasztoru świętokrzyskiego, w tym Baszowice, Mirocice, Bielów i Wolę Zerwikaptur (obecnie Serwis)[20]
- 1564-5 - własność klasztoru, o poborze brak danych[21]
- 1569, 1571 - własność opata, pobór z 3,5 łana, od 2 zagrodników i z karczmy[22]
- 1578 - własność konwentu, pobór od 7 kmieci na 3,5 łana, 2 zagrodników z rolą i z karczmy[23][24]
- 1629 - własność konwentu, pobór od 7 kmieci na 3,5 łana i 2 zagrodników z rolą[25]
- 1650 - należy do stołu konwentu[26]
- 1650 - konwent daje pobór z 20 domów, od 7 kmieci na 3,5 łana, 2 zagrodników z rolą i z 1 karczmy bez roli[27]
- 1651 - należy do stołu konwentu, we wsi był dwór, folwark, 6 kmieci, 6 zagrodników, 8 chałup, młynarz średni między Baszowicami i Serwisem oraz kowal. Wszyscy płacą czynsz na ś. Marcina [11 XI]: kmiecie po 16,5 gr, półrolni jeśli są, 1/2 tej sumy, zagrodnicy po 4 gr, chałupnicy po 1 gr, młynarz 8 florenów, a na ś. Michała [29 IX] następne 8 florenów plebanowi Słupi Nowej, kowal 10/2 florenów. Kmiecie dają po 30 jaj, 4 kapłony, 6 mat, 4 łokcie przędzy konopnej oraz sep: po 3 korce żyta i 6 korcy owsa miary sandomierskiej z dowozem, odrabiają sprzężajem lub tak, jak każą: po 4 dni tygodniowo od ś. Wojciecha [23 IV] do ś. Marcina, a od ś. Marcina do ś. Wojciecha po 3 dni tygodniowo zagrodnicy pracują jak kmiecie, ale pieszo, chałupnicy po 2 dni tygodniowo. Młynarz daje 4 gąsiory, pracuje 4 dni tygodniu, w razie odejścia wysiewa następcy 2 korce żyta na zimę. Kowal pracuje dla dworu, przy czym za wyrobienie nowej szyny żelaza płacą mu 3 gr, za starą szynę lub podkowę 1 gr. Wszyscy odrabiają 3 dni pomocnego: po 1 dniu na oziminę, jarzynę i siano[28]
- 1662 - własność konwentu, pogłówne od 24 czeladzi folwarcznej i 91 mieszkańców wsi[29]
- 1673 - pogłówne od 79 mieszkańców wsi (ib. 238v);
- 1674 - pobór od 18 czeladzi folwarcznej i 69 mieszkańców wsi (ib. 408v, 461);
- 1691-2 - klasztor skarży Stanisława Paska o zbrojny najazd na łąki i grunty należące do Baszowic, Mirocic i Bielowa oraz napad z bronią na poddanych klaszt. i zakonników pracujących przy sianokosach, za co sąd Grodzki sandomierski skazuje Paska zaocznie na banicję[30]
- 1787 - liczy 154 mieszkańców (Spis I 399; II 118);
- 1792-3 - pisarz prowentowy (dawniej oficjalista w majątku ziemskim prowadzący rachunkowość) baszowicki Bazyli Tomaszewski „recte Pasierb” współdziała w kradzieży skarbca klasztoru świętokrzyskiego[31][32]
- 1819 - folwark Baszowice z pertynencją Marzeczki (Marzęckie Kopaniny), polami i łąkami dworskimi w Bartoszowinach oraz wsiami Baszowice, Mirocice, Bielów, Hucisko, Serwis, Szklana Huta, Bartoszowiny należy do stołu konwentu i jest administrowany przez mnichów. Przeor i prowizor mają w oficynie dwie komnaty, jest tu kuźnica, karczma, stodoły na Trochowinach {obecnie część wsi Mirocice)[33]
- 1827 - ma 22 domy i 163 mieszkańców (Tabela I 13).

## Powinności dziesięcinne wsi
Dziesięcina należy do klasztoru świętokrzyskiego
od roku 1427 a następnie 1470-80 dziesięcinę snopową i konopną wartości do 7 grzywien dowożą do klasztoru świętokrzyskiego, folwark dziesięciny nie daje (Długosz L.B. II 490; III 232, 243);
- 1529 - dziesięcina snopowa wartości 4 grzywien należy do stołu konwentu,
- 1652 - dziesięcina snopowa należy do stołu konwentu[34]
- 1819 - dziesięcina snopowa z gruntów włościańskich wartości 200 zł należy do stołu konwentu[35]
- 1819 - po supresji znaleziono w Baszowicach część archiwaliów klasztoru świętokrzyskiego.